# Anderson megye (Kentucky)
Anderson megye az Amerikai Egyesült Államokban, azon belül Kentucky államban található. Megyeszékhelye és legnagyobb városa Lawrenceburg. Lakosainak száma 23 852 fő (2020. április 1.). Anderson megye Shelby, Franklin, Woodford, Mercer, Washington, Nelson és Spencer megyékkel határos.

## Népesség
A megye népességének változása:
| Lakosok száma | 21 455 | 21 578 | 21 704 | 21 811 | 21 979 | 23 852 |
|               | 2010   | 2011   | 2012   | 2013   | 2015   | 2020   |